# جيف لانغ
جيف لانغ (بالإنجليزية: Jeff Lang)‏ هو مغني وكاتب أغاني وعازف قيثارة أسترالي، ولد في 9 نوفمبر 1969 في غيلونغ في أستراليا.

## وصلات خارجية
- الموقع الرسمي
- جيف لانغ على موقع IMDb (الإنجليزية)
- جيف لانغ على موقع ميوزك برينز (الإنجليزية)
- جيف لانغ على موقع أول ميوزيك (الإنجليزية)
- جيف لانغ على موقع ديسكوغز (الإنجليزية)